# Integrating the Healthcare Enterprise
Integrating the Healthcare Enterprise, IHE, är ett initiativ drivet av yrkesutövare och industri för att ge rekommendationer för systemintegration inom hälso- och sjukvård. Det finns idag ett relativt brett stöd för IHE:s integrationsprofiler i olika hälso- och sjukvårdssystem. Över 200 produkter har stöd för en eller flera av IHE:s integrationsprofiler.
IHE sponsras av Healthcare Information and Management Systems Society (HIMSS), Radiological Society of North America (RSNA) och American College of Cardiology (ACC).
Många refererar till IHE som en standard, men mer korrekt är att den anger rekommendationer för hur man skall tillämpa olika standarder, huvudsakligen DICOM och HL7, men även andra, som exempelvis syslog. I flera situationer ställer IHE högre krav än den underligganden standarden.

## IHE-domäner
IHE är uppdelat i olika så kallade domäner (en:domains). För närvarande (2007) finns följande domäner:
- Radiologi. Var den första domänen som startade 1999.
- IT infrastruktur. Den första uppdelningen skedde 2003 när de mer grundläggande IT-funktionerna bröts ur radiologidomänen. Detta möjliggjorde att andra domäner kunde använda IT-funktionerna som specificerades för radiologi.
- Kardiologi. Tillsammans med laboratoriedomänen den första icke-radologi-domänen. Startade 2004.
- Laboratorieverksamhet. 2004.
- Strålningsonkologi. 2005.
- Vårdkoordination. 2005.
- Vårdutrustning. 2005.
- Patologi. 2005.
- Farmakologi. 2006.
- Ögonvård. 2007.
- Endoskopi. 2007.

## IHE Technical Framework
IHE Technical Framework är det dokument som beskriver standardrekommendationerna. Den byggs upp av så kallade integrationsprofiler (en:integration profile)
som är olika kliniska användningsscenarier. I en integrationsprofil kan en produkt vara en aktör (en:actor). En informationsutväxling mellan två aktörer i en integrationsprofil kallas för transaktion (en:transaction).

### Webbkällor
- IHE:s hemsida